# دو سال و هشت ماه و بیست و هشت شب
دو سال و هشت ماه و بیست و هشت شب رمانی از سلمان رشدی است که در سال ۲۰۱۵ چاپ شده‌است.
داستان این رمان در زمانی در آینده ای نزدیک در نیویورک می‌گذرد. داستان روایت شاهزاده خانم اجنه و فرزندانش را روایت می‌کند. پس از طوفانی عجیب دنیا به دوره اعجاب وارد می‌شود و در این دوره اجنه مرز دنیای خود و دنیای واقع را رد می‌کنند و به دنیای واقعی وارد می‌شوند. در تمام این کشاکش دو فیلسوف بزرگ دنیای اسلام امام محمد غزالی و ابن رشد به بحث و مباحثه فلسفی در مورد خدا هستند.
عنوان این کتاب اشاره به هزار و یک شبی دارد که شهرزاد قصه‌گو در داستان‌های موسوم هزار و یک شب به قصه‌گویی پرداخته بود.
برگردان فارسی این اثر با ترجمه عزیز حکیمی توسط نشر نبشت منتشر شده‌است.